# إيفان لوند
إيفان لوند (بالإنجليزية: Ivan Lund) هو مبارز بالسيف أسترالي، ولد في 13 مايو 1929 في ملبورن في أستراليا، وتوفي في 9 أبريل 1992 في Pullenvale, Queensland ‏ في أستراليا.

## وصلات خارجية
- إيفان لوند على موقع أوليمبيديا (الإنجليزية)
- إيفان لوند على موقع اللجنة الأولمبية الأسترالية (الإنجليزية)
- إيفان لوند على موقع اتحاد ألعاب الكومنولث (مؤرشف) (الإنجليزية)
- إيفان لوند على موقع قاعة أستراليا للمشاهير الرياضية (الإنجليزية)